# Bahçecik
Bahçecik (auf Deutsch: kleiner Garten) ist ein jesidisches Dorf im Südosten der Türkei. Das Dorf liegt ca. 27 km östlich von Diyarbakır und gehört zum Landkreis Sur in der Provinz Diyarbakır. Der Ort befindet sich in Südostanatolien.